# DRFG Arena
DRFG Arena, tidigare känd som Starobrno Rondo Arena, Hala Rondo och Kajot Arena, är en inomhusarena i Brno, Tjeckien. Publikkapaciteten på arenan är 7 700 personer. Arenan byggdes 1982 och är för närvarande hemmaplan för ishockeylaget HC Kometa Brno.
Fram till 2011 hette arenan Hala Rondo, men efter ett nytt sponsoravtal döptes arenan till Kajot Arena. 
Kajot Arena är bland annat spelplats för Kajotbet Hockey Games.

## Källa
1. ↑  Feltenmark, Anders (14 februari 2012). ”Kajotbet Hockey Games 2012”. Svenska Ishockeyförbundet. Arkiverad från originalet den 3 juni 2012. https://web.archive.org/web/20120603173814/http://www.swehockey.se/Landslag/Herr/Tre-Kronor/CzechHockeyGames2011/. Läst 22 februari 2012.